# Torneig d'escacs de Bled de 1931
El torneig d'escacs de Bled de 1931 fou un torneig d'escacs internacional que es va disputar en un balneari de la ciutat de Bled, a Eslovènia entre el 22 d'agost i el 29 de setembre.
La idea de muntar l'esdeveniment va partir de Milan Vidmar, i fou ben rebuda tant a la seva ciutat de naixement, Ljubljana, com a la ciutat balneari proper de Bled. Es va constituir un comitè organitzador, i a les darreries de juliol de 1931, a continuació de la IVa Olimpíada a Praga, el comitè va comissionar Hans Kmoch per dirigir les negociacions amb els participants. José Raul Capablanca no podia ser-hi convidat, per exigència d'Aleksandr Alekhin, i Max Euwe i Sultan Khan, tampoc no varen participar-hi perquè tenien d'altres compromisos.
El torneig es va disputar en format Round-robin, amb un control de temps de dues hores per 35 moviments, seguit de 15 en uma hora. Els jugadors s'allotjaven a l'Hotel Toplice, i fou allà on es disputaren totes les rondes llevat de la dinovena, que es jugà a Ljubljana.
El llavors campió del món Alekhin va proclamar-se vencedor amb cinc punts i mig d'avantatge sobre el segon, sense perdre ni una sola partida, i va rebre un premi de trenta mil dinars, alhora que mostrà signes evidents d'alcoholisme per primer cop en públic. El seu joc de gambit fou fins i tot humiliant per als altres jugadors. Bogoliúbov acabà en segon lloc, seguit de Nimzovitch.

## Quadre de resultats[3]
| Jugador             | 1   | 2   | 3   | 4   | 5   | 6   | 7   | 8   | 9   | 10  | 11  | 12  | 13  | 14  | Total |
| Aleksandr Alekhin   |     | 1.5 | 2   | 1   | 1.5 | 1.5 | 2   | 1.5 | 1   | 1.5 | 2   | 2   | 1   | 2   | 20.5  |
| Iefim Bogoliúbov    | 0.5 |     | 0.5 | 2   | 0.5 | 2   | 1.5 | 1   | 0.5 | 1   | 0   | 2   | 1.5 | 2   | 15    |
| Aaron Nimzovitch    | 0   | 1.5 |     | 0   | 1   | 2   | 0.5 | 1   | 1.5 | 1   | 1.5 | 1.5 | 2   | 0.5 | 14    |
| Isaac Kashdan       | 1   | 0   | 2   |     | 1   | 0.5 | 1.5 | 0   | 1   | 1.5 | 1   | 2   | 1   | 1   | 13.5  |
| Milan Vidmar        | 0.5 | 1.5 | 1   | 1   |     | 0.5 | 0.5 | 1   | 0.5 | 2   | 1   | 1.5 | 1.5 | 1   | 13.5  |
| Salo Flohr          | 0.5 | 0   | 0   | 1.5 | 1.5 |     | 1   | 1   | 1.5 | 1.5 | 2   | 0.5 | 1.5 | 1   | 13.5  |
| Goesta Stoltz       | 0   | 0.5 | 1.5 | 0.5 | 1.5 | 1   |     | 2   | 1.5 | 1   | 1.5 | 0   | 1   | 1.5 | 13.5  |
| Savielly Tartakower | 0.5 | 1   | 1   | 2   | 1   | 1   | 0   |     | 1   | 0.5 | 1   | 2   | 1   | 1   | 13    |
| Rudolf Spielmann    | 1   | 1.5 | 0.5 | 1   | 1.5 | 0.5 | 0.5 | 1   |     | 1   | 0.5 | 0   | 1.5 | 2   | 12.5  |
| Boris Kostic        | 0.5 | 1   | 1   | 0.5 | 0   | 0.5 | 1   | 1.5 | 1   |     | 1   | 1   | 1.5 | 2   | 12.5  |
| Geza Maroczy        | 0   | 2   | 0.5 | 1   | 1   | 0   | 0.5 | 1   | 1.5 | 1   |     | 1.5 | 1   | 1   | 12    |
| Edgar Colle         | 0   | 0   | 0.5 | 0   | 0.5 | 1.5 | 2   | 0   | 2   | 1   | 0.5 |     | 0.5 | 2   | 10.5  |
| Lajos Asztalos      | 1   | 0.5 | 0   | 1   | 0.5 | 0.5 | 1   | 1   | 0.5 | 0.5 | 1   | 1.5 |     | 0.5 | 9.5   |
| Vasja Pirc          | 0   | 0   | 1.5 | 1   | 1   | 1   | 0.5 | 1   | 0   | 0   | 1   | 0   | 1.5 |     | 8.5   |